# スイゼンジノリ
スイゼンジノリ（水前寺苔、学名: Aphanothece sacrum）は、清澄な湧水に生育する藍藻（シアノバクテリア）の1種であり、九州の一部のみから報告されている。多数の細胞が寒天質基質に包まれ、緑色から褐色で不定形の群体を形成し、水中に浮遊している（図1）。明治5年（1872年）、オランダのスリンガー（Willem Frederik Reinier Suringar）が熊本市水前寺成趣園の池から採集されたものをもとに記載した。種小名の「sacrum」は「聖なる」を意味し、水前寺に敬意を表して命名された。福岡県朝倉市の黄金川および熊本県上益城郡で養殖されている。食用とされるほか、寒天質基質に含まれる多糖であるサクランが化粧品などに利用されている。

## 特徴
多数の細胞が寒天質基質に埋没し、肉眼視できる大きさの群体を形成する。群体は水中に浮遊している。群体は暗緑色から茶褐色、不定形で扁平、厚さ0.5–2ミリメートル、長さ5–7センチメートルまたはそれ以上の大きさになり、表面は凸凹、外皮は比較的硬い（上図1）。寒天質基質の主成分は、グルコース、ガラクトース、キシロース、フコース、ラムノース、硫酸化ムラミン酸などからなる極めて高分子量（2000万–2900万）の多糖であり、サクラン (sacran) とよばれる。
細胞は楕円形、6–7 × 3–4 マイクロメートル (µm)。基質中に不規則に散在するが、表層で密になる。 細胞は二分裂によって増殖して群体が成長、群体は分断化して増える。

## 分布・生態

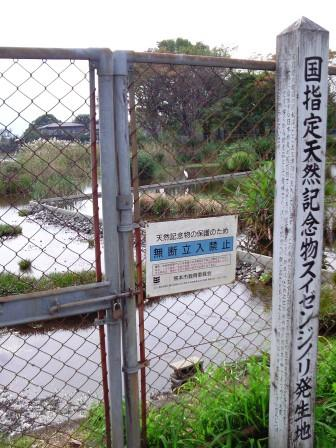
2. スイゼンジノリ発生地 (熊本市上江津湖)

日本の九州からのみ報告されている。過去には福岡県と熊本県の数カ所で確認されていたが、生育地が減少し、2020年現在では絶滅危惧I類に指定されている。熊本県熊本市上江津湖の一部である出水神社の池は1924年に国の天然記念物に指定されているが（図2）、水害や水質悪化などによりこの場所のスイゼンジノリは絶滅したと考えられていた。しかしその後、生存していることが確認され、ボランティア団体の活動によって維持されている。また2014年現在では、福岡県朝倉市の黄金川、および熊本県益城町、上益城郡嘉島町において、養殖が行われている。
生育環境はいずれも清澄な湧水が流れる水域であり、水温変化が少なく（1年を通じて12–24°C）、貧栄養（窒素やリンが少ない）でカルシウムが多い水質である。培養実験からは、最適条件は水温が20±2℃、pH7.0–7.4、カルシウム濃度 15–21 mg/l、マグネシウム濃度 5–6 mg/l であることが報告されている。また浮遊しているため水深が浅く（15–25センチメートル）、水草などが生えていて藻体の流出が妨げる場所が好ましいとされる。乾燥や氷結すると枯死するため、夏期に干出したり冬期に氷結する場所では生育できない。

## 人間との関わり

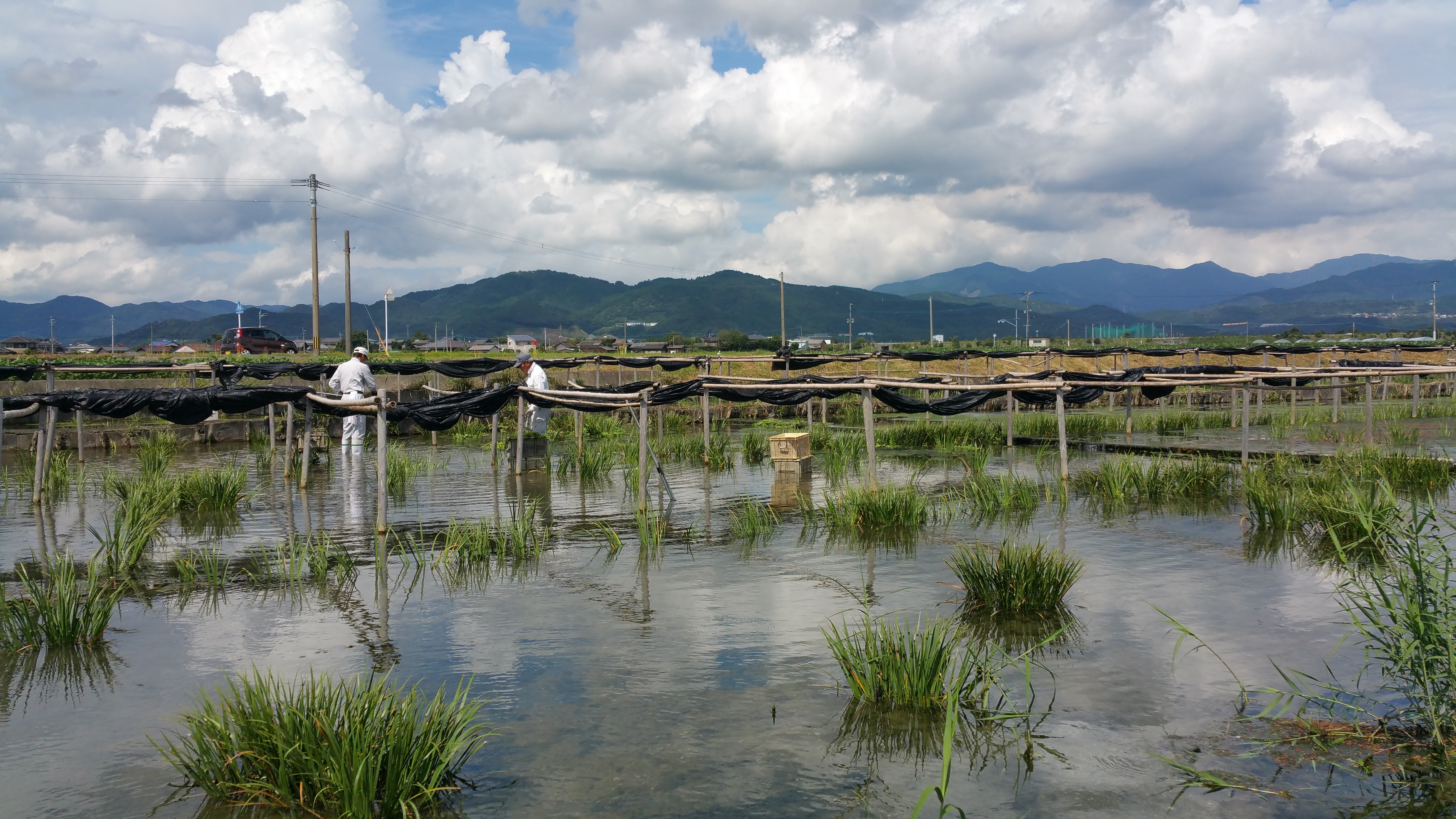
3. 黄金川（福岡県朝倉市）のスイゼンジノリ養殖場

### 栽培
2014年現在、福岡県朝倉市の黄金川、および熊本県益城町、上益城郡嘉島町で養殖が行われている（図3）。その生育には、上記のように水温変化が少ない貧栄養のきれいな水、ゆるやかな流れ、適当な水草の配置などを必要とする。朝倉市の黄金川では江戸時代から養殖が行われており、また熊本県上益城郡では丹生慶次郎がコンクリート製の養殖池を用いた養殖法を確立した。また上益城郡の養殖場で発生した黄緑色の藻体（色素を一部欠くため）を継代養殖したものは、品種「翠玉（）」として登録され、一部料亭などで流通している。

### 食用
伝統的な日本料理（会席料理、茶懐石、精進料理など）において吸い物や三杯酢などに利用される。生のものも使用されるが、板状に加工したものは水に浸けて戻して用いられる。基本的に無味無臭で、彩りと歯ごたえを楽しむ。また羊羹や砂糖漬け、塩蔵品なども商品化されている。

### 工業利用
スイゼンジノリの細胞外基質に含まれる多糖であるサクラン（sacran、種小名の sacrum に由来）は高い粘性、金属イオン吸着能、保水性をもち、これを利用した化粧品や医薬品、金属回収材への応用が試みられており、一部は実用化されている。特にサクランは、保湿剤としてよく知られるヒアルロン酸（自重の約1200倍の水を保持）をはるかに上回る保湿能（自重の約6100倍の水を保持）を示すため、化粧品として広く使われている。また、サクランが陽イオンとの結合によりゲル化する性質を利用したレアメタル回収の研究が行われている。またサクランには抗炎症効果があることも報告されており、これに関する研究も進められている。

### 歴史
宝暦13年（1763年）に遠藤幸左衛門が筑前の川（現在の黄金川）に生育しているスイゼンジノリに気づいて「川茸」と名付け、この頃から食用とされるようになった。1781年から1789年頃には遠藤喜三衛門がスイゼンジノリを乾燥して板状にする加工法を開発し、寛政5年（1792年）に商品化された。このようなスイゼンジノリは「水前寺苔」、「寿泉苔」、「清水苔」、「紫金苔」、「川茸」などの名で地方特産の珍味として喜ばれ、また将軍家への献上品ともされていた。